# Carl Henrik Fredriksson
Carl Henrik Fredriksson (* 1. Oktober 1965 in Jönköping, Schweden) ist Literaturkritiker, Kolumnist, Essayist und Übersetzer und lebt in Wien (Österreich). Er war zwischen 2001 und 2015 Chefredakteur und Herausgeber von Eurozine – Netzwerk europäischer Kulturzeitschriften und Kulturzeitschrift im Netz, die er 1998 auch mitbegründete. Von 1998 bis 2001 war er Chefredakteur von Schwedens ältester Kulturzeitschrift Ord&Bild, deren Redakteur er bereits seit 1995 war.
Er ist Permanent Fellow am Institut für Medien- und Kommunikationspolitik in Berlin und Programme Director von Debates on Europe, eine Initiative von der S. Fischer Stiftung und der Deutschen Akademie für Sprache und Dichtung.
Fredriksson studierte von 1987 bis 1995 Komparatistik, Philosophie, Soziologie und Kunstgeschichte an der Universität Lund sowie Geistesgeschichte und Hermeneutik an der Universität Göteborg. Seit 1988 veröffentlicht er Artikel zu Lyrik, Literatur, Literaturtheorie, Kunst, Philosophie, Medien und Politik in zahlreichen schwedischen und internationalen Zeitungen und Zeitschriften, u. a. 90-tal, Courrier International, Dagens Nyheter, Glänta, Göteborgs-Posten, Ord&Bild, Pequod, Reč, Svenska Dagbladet, Sydsvenska Dagbladet, Varlık, Vikerkaar und Wespennest. Darüber hinaus produziert er regelmäßig Beiträge für den schwedischen öffentlich-rechtlichen Radiosender Sveriges Radio.
Fredriksson übersetzte zahlreiche Werke ins Schwedische, u. a. von Ulrich Beck, John N. Gray, Jürgen Habermas, Josef Haslinger, Adolf Muschg, Seymour Papert, Judith Schalansky, Raoul Schrott und Immanuel Wallerstein.